# Увальное (Приморский край)
Ува́льное — село в Кировском районе Приморского края. Входит в состав Кировского городского поселения.

## География
Село Увальное стоит на автотрассе «Уссури» в 5 км к югу от районного центра пос. Кировский.
От села Увальное до левого берега реки Уссури — около 2 км, к селу подходит речная старица.

## Население
| 2002 | 2005 | 2010 |
| ---- | ---- | ---- |
| 923  | ↗940 | ↘850 |

## Улицы
| - ул. Зелёная, - ул. Зелёный, - ул. Луговая, - ул. Мечты, - ул. Новая, | - ул. Озёрная, - ул. Первомайская, - ул. Полевая, - ул. Садовая, - ул. Шоссейная. |

## Экономика
Жители занимаются сельским хозяйством.